# Liste der Mitglieder des Provinziallandtags der Rheinprovinz (1893–1898)
Diese Liste nennt die Mitglieder des Provinziallandtages der Rheinprovinz von 1893 bis 1898.

## Hintergrund
1888 wurde auch in der Rheinprovinz die neue preußische Provinzialordnung eingeführt, die in den anderen Provinzen bereits ab 1875 galt. Damit bestand der Provinziallandtag der Rheinprovinz nun aus Mitgliedern, die von den Kreistagen gewählt wurde. Die Zahl der Abgeordneten je Kreis hing von der Einwohnerzahl ab. Die Wahl erfolgte auf sechs Jahre.
Der so gewählte Provinziallandtag trat vom 27. Mai bis 2. Juni 1894 als 38. Provinziallandtag in Düsseldorf zusammen. Der 39. Provinziallandtag fand vom 28. April bis zum 8. Mai 1895 statt und der 40. Provinziallandtag vom 7. bis 18. März 1897.

## Liste der Abgeordneten
| Regierungsbezirk | Wahlkreis (Landkreis)     | Abgeordneter                                    | Wohnort                        | Stand                                            | Anmerkung                                                                    |
| ---------------- | ------------------------- | ----------------------------------------------- | ------------------------------ | ------------------------------------------------ | ---------------------------------------------------------------------------- |
| Aachen           | Aachen-Land               | Wilhelm Leopold Janssen                         | Burtscheid                     | Landrat z.D.                                     |                                                                              |
| Aachen           | Aachen-Land               | Franz Coels von der Brügghen                    | Aachen                         | Landrat                                          |                                                                              |
| Aachen           | Aachen-Land               | Ferdinand Fischer                               | Eschweiler                     | Bürgermeister                                    |                                                                              |
| Aachen           | Aachen-Stadt              | Ludwig Jörissen                                 | Aachen                         | Rechtsanwalt                                     |                                                                              |
| Aachen           | Aachen-Stadt              | Heinrich Oster                                  | Aachen                         | Kaufmann                                         |                                                                              |
| Aachen           | Aachen-Stadt              | Gustav Talbot                                   | Aachen                         | Kommerzienrat                                    |                                                                              |
| Aachen           | Kreis Düren               | Freiherr Friedrich Geyr von Schweppenburg       | Haus Müddersheim               | Kammerherr und Rittergutsbesitzer                |                                                                              |
| Aachen           | Kreis Düren               | Maximilian von Breuning                         | Düren                          | Landrat                                          |                                                                              |
| Aachen           | Kreis Düren               | Louis Rey                                       | Kelz                           | Gutsbesitzer                                     |                                                                              |
| Aachen           | Kreis Erkelenz            | Johann Hubert Schlick                           | Holzweiler                     | Gutsbesitzer                                     | bis 1895                                                                     |
| Aachen           | Kreis Erkelenz            | Dr. Franz Lucas                                 | Erkelenz                       | Arzt                                             | ab 1897                                                                      |
| Aachen           | Kreis Eupen               | Theodor Mooren                                  | Eupen                          | Bürgermeister                                    |                                                                              |
| Aachen           | Kreis Geilenkirchen       | Heinrich Jorissen                               | Loverich                       | Gutsbesitzer                                     | nahm 1895 nicht teil                                                         |
| Aachen           | Kreis Heinsberg           | Rudolph von Scheibler                           | Heinsberg                      | Landrat                                          |                                                                              |
| Aachen           | Kreis Jülich              | Freiherr Ludolf von Wenge-Wulffen               | Haus Overbach                  | Major a. D., Rittergutsbesitzer                  |                                                                              |
| Aachen           | Kreis Jülich              | Gottfried Claesen                               | Isencroidt                     | Gutsbesitzer                                     |                                                                              |
| Aachen           | Kreis Malmedy             | Max Wallraf                                     | Malmedy                        | Landrat                                          | bis 1894                                                                     |
| Aachen           | Kreis Malmedy             | Karl von Pastor                                 | Malmedy                        | Landrat                                          | ab 1895                                                                      |
| Aachen           | Kreis Montjoie            | Ludwig Sassé                                    | Montjoie                       | Landrat                                          |                                                                              |
| Aachen           | Kreis Schleiden           | Otto Graf Beissel von Gymnich                   | Koblenz                        | Landrat                                          |                                                                              |
| Aachen           | Kreis Schleiden           | Friedrich Wilhelm Hupertz                       | Mechernich                     | Bergmeister a. D. und Generaldirektor            |                                                                              |
| Koblenz          | Kreis Adenau              | Andreas von Grand-Ry                            | Eupen                          | Gutsbesitzer                                     |                                                                              |
| Koblenz          | Kreis Ahrweiler           | Albert Heising                                  | Ahrweiler                      | Landrat                                          |                                                                              |
| Koblenz          | Kreis Altenkirchen        | Freiherr Clemens von Hövel                      | Junkernthal                    | Kammerherr, Gutsbesitzer                         |                                                                              |
| Koblenz          | Kreis Altenkirchen        | Eduard Klein                                    | Heinrichshütte bei Hamm (Sieg) | Direktor                                         |                                                                              |
| Koblenz          | Koblenz-Land              | Graf Franz von Brühl                            | Koblenz                        | Landrat                                          | bis 1895                                                                     |
| Koblenz          | Koblenz-Land              | Franz von Barton gen. von Stedman               | Koblenz                        | Landrat                                          | ab 1895                                                                      |
| Koblenz          | Koblenz-Land              | Jacob Caspers                                   | Bubenheim                      | Gutsbesitzer                                     |                                                                              |
| Koblenz          | Koblenz-Stadt             | Julius Wegeler                                  | Koblenz                        | Geheimer Kommerzienrat                           |                                                                              |
| Koblenz          | Kreis Cochem              | Franz-Joseph Moritz                             | Cochem                         | Gutsbesitzer und Direktor der Cochemer Volksbank |                                                                              |
| Koblenz          | Kreis Kreuznach           | Johann Baptist Engelsmann                       | Kreuznach                      | Weingutsbesitzer                                 | ab 1892                                                                      |
| Koblenz          | Kreis Kreuznach           | Gottfried Vogt                                  | Waldböckelheim                 | Gutsbesitzer                                     | nahm 1895 nicht teil                                                         |
| Koblenz          | Kreis Mayen               | Jacob Peters                                    | Fressenhof bei Ochtendung      | Gutsbesitzer                                     |                                                                              |
| Koblenz          | Kreis Mayen               | Wilhelm Linz                                    | Mayen                          | Landrat                                          |                                                                              |
| Koblenz          | Kreis Meisenheim          | Wilhelm Neußel                                  | Meisenheim                     | Notar                                            |                                                                              |
| Koblenz          | Kreis Neuwied             | Fürst Wilhelm zu Wied                           | Neuwied                        |                                                  | bisher Landtagsmarschall, nahm 1894, 1895, 1897 nicht an den Beratungen teil |
| Koblenz          | Kreis Neuwied             | Hermann Radermacher                             | Neuwied                        | Beigeordneter und Rentner                        |                                                                              |
| Koblenz          | Kreis St. Goar            | Adam Wieland                                    | St. Goar                       | Landrat                                          | bis 1894                                                                     |
| Koblenz          | Kreis St. Goar            | Meinhard Preuß                                  | Oberwesel                      | Rentner                                          | ab 1895                                                                      |
| Koblenz          | Kreis Simmern             | Alexander Wenderhold                            | Simmern                        | Landrat                                          | bis 1894                                                                     |
| Koblenz          | Kreis Simmern             | Karl Knebel                                     | Köln                           | Landrat a. D.                                    | ab 1895                                                                      |
| Koblenz          | Kreis Wetzlar             | Heinrich Beppler                                | Niedercleen                    | Landwirt und Bürgermeisterei-Beigeordneter       |                                                                              |
| Koblenz          | Kreis Wetzlar             | Josef Raab                                      | Wetzlar                        | Gewerke und Stadtverordneter                     |                                                                              |
| Koblenz          | Kreis Zell                | Wilhelm Huesgen                                 | Traben                         | Weingroßhändler                                  |                                                                              |
| Köln             | Kreis Bergheim            | Graf Eugen von Hoensbroech                      | Schloss Türnich                | Rittergutsbesitzer                               | nahm 1897 nicht teil                                                         |
| Köln             | Kreis Bergheim            | Johann Adolf Breuer                             | Groß-Mönchhof                  | Gutsbesitzer                                     |                                                                              |
| Köln             | Bonn-Land                 | Karl von Sandt                                  | Bonn                           | Landrat                                          |                                                                              |
| Köln             | Bonn-Land                 | Josef Frings                                    | Hersel                         | Gutsbesitzer                                     |                                                                              |
| Köln             | Bonn-Stadt                | Wilhelm Spiritus                                | Bonn                           | Oberbürgermeister                                |                                                                              |
| Köln             | Kreis Euskirchen          | Friedrich von Solemacher-Antweiler              | Schloss Wachendorf             | Kammerherr, Schlosshauptmann, Rittergutsbesitzer |                                                                              |
| Köln             | Kreis Euskirchen          | Freiherr Joseph von Ayx                         | Euskirchen                     | Landrat                                          |                                                                              |
| Köln             | Kreis Gummersbach         | Richard Haldy                                   | Haus Ley                       | Landrat                                          |                                                                              |
| Köln             | Köln-Land                 | Mathias Esser                                   | Rodderhof bei Brühl            | Gutsbesitzer                                     |                                                                              |
| Köln             | Köln-Land                 | Jacob Destrée                                   | Esseren                        | Gutsbesitzer                                     |                                                                              |
| Köln             | Köln-Stadt                | Wilhelm Becker                                  | Köln                           | Oberbürgermeister                                | Landtagsmarschall ab 1895                                                    |
| Köln             | Köln-Stadt                | Emil von Rath                                   | Köln                           | Kommerzienrat, Stadtverordneter                  |                                                                              |
| Köln             | Köln-Stadt                | Gustav Michels                                  | Köln                           | Kommerzienrat                                    |                                                                              |
| Köln             | Köln-Stadt                | August Heuser                                   | Köln                           | Kommerzienrat                                    |                                                                              |
| Köln             | Köln-Stadt                | Eduard Kühlwetter                               | Köln                           | Geheimer Regierungsrat                           | nahm 1895 nicht teil, dann ausgeschieden                                     |
| Köln             | Köln-Stadt                | Franz Jansen                                    | Köln                           | Justizrat, Rechtsanwalt, Beigeordneter           | ab 1897                                                                      |
| Köln             | Köln-Stadt                | Wilhelm Meuser                                  | Köln                           | Großgrundbesitzer                                |                                                                              |
| Köln             | Kreis Mülheim am Rhein    | Graf Gisbert Egon von Fürstenberg-Stammheim     | Schloss Stammheim (Köln)       | Rittergutsbesitzer, Kammerherr, Schlosshauptmann | stellv. Landtagsmarschall                                                    |
| Köln             | Kreis Mülheim am Rhein    | Eduard von Niesewand                            | Mülheim am Rhein               | Landrat                                          |                                                                              |
| Köln             | Kreis Mülheim am Rhein    | Theodor Guilleaume                              | Mülheim am Rhein               | Fabrikbesitzer                                   |                                                                              |
| Köln             | Kreis Rheinbach           | Freiherr Max von Boeselager                     | Burg Peppenhoven               | Rittergutsbesitzer                               | bis 1895                                                                     |
| Köln             | Kreis Rheinbach           | Rudolf von Groote                               | Rheinbach                      | Landrat                                          | ab 1897                                                                      |
| Köln             | Kreis Sieg                | Eugen von Loë                                   | Siegburg                       | Landrat                                          |                                                                              |
| Köln             | Kreis Sieg                | Jakob Spilles                                   | Siegburg                       | Bürgermeister                                    |                                                                              |
| Köln             | Kreis Sieg                | Albert Dick                                     | Quadenhof bei Hennef (Sieg)    | Bürgermeister und Gutsbesitzer                   |                                                                              |
| Köln             | Kreis Waldbröl            | Eduard Lindenberg                               | Waldbröl                       | Landrat                                          | bis 1894                                                                     |
| Köln             | Kreis Waldbröl            | Dr. Carl Benn                                   | Waldbröl                       | Arzt                                             | ab 1895                                                                      |
| Köln             | Kreis Wipperfürth         | Georg Porcher                                   | Lindlar                        | Landrat                                          | nahm 1895 nicht teil                                                         |
| Köln             | Kreis Wipperfürth         | Adolf von Dalwigk zu Lichtenfels                | Lindlar                        | Landrat                                          | ab 1897                                                                      |
| Düsseldorf       | Barmen-Stadt              | Heinrich Eisenlohr                              | Barmen                         | Kaufmann                                         |                                                                              |
| Düsseldorf       | Barmen-Stadt              | Philipp Barthels                                | Barmen                         | Kommerzienrat                                    |                                                                              |
| Düsseldorf       | Barmen-Stadt              | Louis Lekebusch                                 | Barmen                         | Fabrikant                                        |                                                                              |
| Düsseldorf       | Düsseldorf-Land           | Ferdinand Lieven                                | Hilden                         | Gutsbesitzer                                     |                                                                              |
| Düsseldorf       | Düsseldorf-Land           | Friedrich von Kühlwetter                        | Düsseldorf                     | Landrat                                          |                                                                              |
| Düsseldorf       | Düsseldorf-Stadt          | Heinrich Courth                                 | Düsseldorf                     | Rechtsanwalt, Justizrat                          |                                                                              |
| Düsseldorf       | Düsseldorf-Stadt          | Heinrich Lueg                                   | Düsseldorf                     | Kommerzienrat, Fabrikant, Stadtverordneter       |                                                                              |
| Düsseldorf       | Düsseldorf-Stadt          | Hermann von Wätjen                              | Düsseldorf                     | Regierungsrat a. D. und Stadtverordneter         |                                                                              |
| Düsseldorf       | Düsseldorf-Stadt          | Ernst Heinrich Lindemann                        | Düsseldorf                     | Oberbürgermeister                                |                                                                              |
| Düsseldorf       | Duisburg-Stadt            | Karl Lehr                                       | Duisburg                       | Oberbürgermeister                                |                                                                              |
| Düsseldorf       | Duisburg-Stadt            | Julius Brockhoff                                | Duisburg                       | Fabrikbesitzer                                   | nahm 1897 nicht teil                                                         |
| Düsseldorf       | Elberfeld-Stadt           | Theodor Dietze                                  | Elberfeld                      | Kaufmann und Beigeordnete                        |                                                                              |
| Düsseldorf       | Elberfeld-Stadt           | Willy Blank                                     | Elberfeld                      | Rentner und Stadtverordneter                     |                                                                              |
| Düsseldorf       | Elberfeld-Stadt           | Louis Simons                                    | Elberfeld                      | Fabrikbesitzer                                   |                                                                              |
| Düsseldorf       | Essen-Land                | Clemens Hoffstadt                               | Vogelheim                      | Gutsbesitzer                                     | bis 1895                                                                     |
| Düsseldorf       | Essen-Land                | Wilhelm Scheidt                                 | Kettwig                        | Kommerzienrat                                    | bis 1895                                                                     |
| Düsseldorf       | Essen-Land                | Heinrich Kirchmann                              | Gerschede                      | Gutsbesitzer                                     | ab 1897                                                                      |
| Düsseldorf       | Essen-Land                | Bruno Schulz-Briesen                            | Rotthausen                     | Generaldirektor                                  | ab 1897                                                                      |
| Düsseldorf       | Essen-Land                | Friedrich Alfred Krupp                          | Essen                          | Geheimer Kommerzienrat                           |                                                                              |
| Düsseldorf       | Essen-Land                | August von Hövel                                | Essen                          | Landrat                                          |                                                                              |
| Düsseldorf       | Essen-Stadt               | Erich Zweigert                                  | Essen                          | Oberbürgermeister                                |                                                                              |
| Düsseldorf       | Essen-Stadt               | Carl Franken                                    | Essen                          | Gewerke                                          |                                                                              |
| Düsseldorf       | Kreis Geldern             | Aloys Fritzen                                   | Düsseldorf                     | Landesrat a. D.                                  | nahm 1894 nicht an der Beratungen teil                                       |
| Düsseldorf       | Kreis Geldern             | Graf und Marquis Wilhelm von und zu Hoensbroech | Schloss Haag                   | Rittergutsbesitzer                               |                                                                              |
| Düsseldorf       | Gladbach-Land             | Albert Croon                                    | Rheydt                         | Rentner                                          |                                                                              |
| Düsseldorf       | Gladbach-Land             | August Lingenbrink                              | Viersen                        | Fabrikant                                        |                                                                              |
| Düsseldorf       | Gladbach-Land             | Eduard Schmitz                                  | Mönchengladbach                | Landrat                                          | nahm 1894 und 1895 und 1897 nicht an der Beratungen teil                     |
| Düsseldorf       | Gladbach-Land             | Werner Breuer                                   | Neuwerk                        | Bürgermeister und Gutsbesitzer                   | ab 1895                                                                      |
| Düsseldorf       | Gladbach-Stadt            | Theodor Croon                                   | Mönchengladbach                | Fabrikbesitzer und Beigeordneter                 |                                                                              |
| Düsseldorf       | Gladbach-Stadt            | Wilhelm Quack                                   | Mönchengladbach                | Kommerzienrat                                    |                                                                              |
| Düsseldorf       | Kreis Grevenbroich        | Robert Brüning                                  | Grevenbroich                   | Landrat                                          |                                                                              |
| Düsseldorf       | Kreis Grevenbroich        | Christian Effertz                               | Neuenhausen                    | Gutsbesitzer                                     |                                                                              |
| Düsseldorf       | Kreis Kempen              | Tillmann Bönninger                              | Hüls                           | Gutsbesitzer                                     |                                                                              |
| Düsseldorf       | Kreis Kempen              | Johann Dingelstad                               | Alst                           | Gutsbesitzer                                     |                                                                              |
| Düsseldorf       | Kreis Kempen              | August Rossié                                   | Süchteln                       | Rentner                                          |                                                                              |
| Düsseldorf       | Kreis Kleve               | Felix von Loë                                   | Hassum                         | Gutsbesitzer                                     | bis 1895                                                                     |
| Düsseldorf       | Kreis Kleve               | Peter Eich                                      | Kleve                          | Landrat                                          |                                                                              |
| Düsseldorf       | Kreis Kleve               | Rudolph von Monschaw                            | Goch                           | Rentner                                          |                                                                              |
| Düsseldorf       | Krefeld-Land              | Johann Mathias Schmitz                          | Renneshof, Gemeinde Willich    | Gutsbesitzer                                     |                                                                              |
| Düsseldorf       | Krefeld-Stadt             | Theodor Pelizäus                                | Krefeld                        | Rentner                                          |                                                                              |
| Düsseldorf       | Krefeld-Stadt             | Emil de Greiff                                  | Krefeld                        | Fabrikant und Beigeordneter                      |                                                                              |
| Düsseldorf       | Krefeld-Stadt             | Adolf von Randow                                | Krefeld                        | Bankier                                          |                                                                              |
| Düsseldorf       | Kreis Lennep              | Eugen Kattwinkel                                | Wermelskirchen                 | Fabrikant                                        |                                                                              |
| Düsseldorf       | Kreis Lennep              | Arnold Wilhelm Hardt                            | Lennep                         | Fabrikant                                        |                                                                              |
| Düsseldorf       | Kreis Mettmann            | Gottfried Friedrich Conze                       | Langenberg                     | Kommerzienrat                                    |                                                                              |
| Düsseldorf       | Kreis Mettmann            | Carl Kratz                                      | Hermgesberg                    | Gutsbesitzer                                     |                                                                              |
| Düsseldorf       | Kreis Moers               | Gerhard Schleß                                  | Xanten                         | Bürgermeister                                    | nach 1897 nicht teil                                                         |
| Düsseldorf       | Kreis Moers               | John Haniel                                     | Moers                          | Landrat                                          |                                                                              |
| Düsseldorf       | Kreis Mülheim an der Ruhr | Carl Lueg                                       | Oberhausen                     | Hüttendirektor                                   |                                                                              |
| Düsseldorf       | Kreis Mülheim an der Ruhr | Johann Schönnenbeck                             | Styrum                         | Gutsbesitzer                                     |                                                                              |
| Düsseldorf       | Kreis Mülheim an der Ruhr | Josef Zerwes                                    | Mülheim an der Ruhr            | Hüttendirektor                                   |                                                                              |
| Düsseldorf       | Kreis Neuss               | Franz Weidenfeld                                | Birkhof bei Glehn              | Rittergutsbesitzer                               | nahm 1895 nicht teil                                                         |
| Düsseldorf       | Kreis Neuss               | Theodor Melchers                                | Gnadenthal bei Neuss           | Gutsbesitzer                                     |                                                                              |
| Düsseldorf       | Kreis Rees                | Moritz Schneemann                               | Wesel                          | Gutsbesitzer                                     |                                                                              |
| Düsseldorf       | Kreis Rees                | August Baumann                                  | Bislich                        | Gutsbesitzer                                     |                                                                              |
| Düsseldorf       | Remscheid-Stadt           | Carl Friederichs                                | Remscheid                      | Kommerzienrat                                    | nahm 1895 nicht teil                                                         |
| Düsseldorf       | Remscheid-Stadt           | Friedrich von Bohlen                            | Remscheid                      | Oberbürgermeister                                |                                                                              |
| Düsseldorf       | Kreis Ruhrort             | Freiherr Gustav von Plettenberg                 | Mehrum                         | Rittergutsbesitzer und Kammerherr                |                                                                              |
| Düsseldorf       | Kreis Ruhrort             | Julius Liebrecht                                | Ruhrort                        | Kaufmann                                         | bis 1894                                                                     |
| Düsseldorf       | Kreis Ruhrort             | August Servaes                                  | Ruhrort                        | Generaldirektor                                  | ab 1895                                                                      |
| Düsseldorf       | Kreis Solingen            | Theodor Kelders                                 | Ohligs                         | Bürgermeister a. D.                              |                                                                              |
| Düsseldorf       | Kreis Solingen            | Freiherr Friedrich Daniel von Diergardt         | Morsbroich                     | Rittergutsbesitzer                               |                                                                              |
| Düsseldorf       | Kreis Solingen            | Carl Möllenhoff                                 | Solingen                       | Landrat                                          | bis 1894                                                                     |
| Düsseldorf       | Kreis Solingen            | Albert Römer                                    | Opladen                        | Fabrikbesitzer                                   | ab 1895                                                                      |
| Trier            | Kreis Bernkastel          | Heinrich Kunz                                   | Bernkastel                     | Bürgermeister                                    |                                                                              |
| Trier            | Kreis Bernkastel          | Friedrich Herrmann                              | Mülheim an der Mosel           | Guts- und Gerbereibesitzer                       |                                                                              |
| Trier            | Kreis Bitburg             | Rudolf Schrakamp                                | Bitburg                        | Landrat                                          |                                                                              |
| Trier            | Kreis Bitburg             | Johann Peter Limbourg                           | Bitburg                        | Gutsbesitzer                                     |                                                                              |
| Trier            | Kreis Daun                | Maximilian Gfrörer von Ehrenberg                | Daun                           | Landrat                                          |                                                                              |
| Trier            | Kreis Merzig              | Harry Böninger                                  | Merzig                         | Landrat                                          | nahm 1894 nicht an der Beratungen teil, bis 1894                             |
| Trier            | Kreis Merzig              | Wilhelm Klein                                   | Düsseldorf                     | Geheimer Regierungsrat und Landesdirektor        | ab 1895                                                                      |
| Trier            | Kreis Merzig              | Eugen Boch                                      | Mettlach                       | Geheimer Kommerzienrat                           |                                                                              |
| Trier            | Kreis Ottweiler           | Friedrich Pflug                                 | Baltersbacher Hof              | Gutsbesitzer                                     | nahm 1895 nicht teil, dann ausgeschieden                                     |
| Trier            | Kreis Ottweiler           | Freiherr Carl von Stumm-Halberg                 | Schloss Halberg                | Geheimer Kommerzienrat                           | nahm 1895 nicht teil                                                         |
| Trier            | Kreis Ottweiler           | Georg Graef                                     | Heinitz                        | Bergrat und Bergwerksdirektor                    | Bis 1895                                                                     |
| Trier            | Kreis Ottweiler           | Hugo Lohmann                                    | Neukirchen                     | Bergrat                                          | ab 1897                                                                      |
| Trier            | Kreis Prüm                | Eduard Nels                                     | Prüm                           | Lederfabrikant und Beigeordneter                 |                                                                              |
| Trier            | Kreis Saarbrücken         | Ludwig Heinrich Röchling                        | St. Johann                     | Gutsbesitzer und Beigeordneter                   |                                                                              |
| Trier            | Kreis Saarbrücken         | Carl Röchling                                   | Saarbrücken                    | Kommerzienrat und Fabrikbesitzer                 |                                                                              |
| Trier            | Kreis Saarbrücken         | Emil Haldy                                      | St. Johann                     | Kaufmann und Rittergutsbesitzer                  |                                                                              |
| Trier            | Kreis Saarbrücken         | Louis Vopelius                                  | Sulzbach                       | Glashüttenbesitzer                               |                                                                              |
| Trier            | Kreis Saarburg            | Adolf Sauerwein                                 | Orscholz                       | Landwirt                                         |                                                                              |
| Trier            | Kreis Saarlouis           | André Helfferich                                | St. Johann                     | Rechtsanwalt                                     |                                                                              |
| Trier            | Kreis Saarlouis           | Alexander Schmidt von Schwind                   | Eschberg                       | Major a. D. und Gutsbesitzer                     |                                                                              |
| Trier            | Kreis St. Wendel          | Alwin von Hagen                                 | St. Wendel                     | Landrat                                          |                                                                              |
| Trier            | Kreis St. Wendel          | Nikolaus Blum                                   | St. Wendel                     | Kaufmann                                         |                                                                              |
| Trier            | Trier-Land                | Johann Mathias Schneider                        | Euren Trier                    | Land- und Gastwirt                               | bis 1894                                                                     |
| Trier            | Trier-Land                | Karl von Beulwitz                               | Trier                          | Hüttenbesitzer                                   | ab 1895                                                                      |
| Trier            | Trier-Land                | Wilhelm Rautenstrauch                           | Eitelsbach                     | Gutsbesitzer                                     | bis 1895                                                                     |
| Trier            | Trier-Land                | Arthur von Nell                                 | Trier                          | Rittergutsbesitzer                               | ab 1895                                                                      |
| Trier            | Trier-Stadt               | Eduard Laeis                                    | Trier                          | Fabrikbesitzer                                   |                                                                              |
| Trier            | Kreis Wittlich            | Jacob Merrem                                    | Auf Kirchhof, Gemeinde Altrich | Gutsbesitzer                                     |                                                                              |